# Eudonia murana
Eudonia murana là một loài bướm đêm thuộc họ Crambidae. Nó được tìm thấy ở hầu hết châu Âu.
Sải cánh dài 18–23 mm. Con trưởng thành bay từ tháng 6 đến tháng 8, possibly làm hai đợt.
Ấu trùng ăn nhiều loại rêu mọc trên đá và tường, bao gồm cả Hypnum cupressiformis, Dicranum scoparium, Bryum capillare và Grimmia pulvinata.